# Bathycongrus
Bathycongrus és un gènere de peixos pertanyent a la família dels còngrids i a l'ordre dels anguil·liformes. Bathycongrus prové del mot grec bathys (profund) i del llatí conger (congre). Habita a la conca Indo-Pacífica (des de l'Índic fins a Indonèsia, incloent-hi el sud de Moçambic, Sud-àfrica, l'illa de la Reunió, el golf d'Aden, el mar d'Aràbia, el golf de Bengala, les illes Andaman, les illes Filipines, el mar de la Xina Oriental, la mar Groga, el corrent de Kuroshio, el mar del Japó, el Japó, el mar del Corall i la Gran Barrera de Corall), el Pacífic oriental central (les illes Hawaii i des del sud del Canadà i el golf de Califòrnia fins a Xile, incloent-hi Mèxic, Panamà, l'Equador i el corrent de Humboldt), l'Atlàntic occidental (des de Geòrgia (Estats Units), el golf de Mèxic i el mar Carib fins a la desembocadura del riu Amazones, incloent-hi Cuba) i l'Atlàntic oriental (des de Mauritània fins a Angola, incloent-hi els corrents de Canàries, Benguela i Guinea).